# Carlo Marochetti
Carlo (Charles) Marochetti (1805 i Torino – 1867 i Paris) var en italiensk-fransk billedhugger.

## Biografi
Marochetti voksede op i Paris som fransk borger. Han studerede i Rom 1822-1830, blev præmieret for statuerne Ung pige leger med en hund (1829) og Nedstyrtet engel (1831), og boede 1832-1848 i Frankrig.
Han udførte flere arbejder i Paris, blandt andet et panel i Triumfbuen, Vincenzo Bellinis grav på Cimetière du Père-Lachaise-kirkegården og en rytterstatue af Emmanuel Philibert, hertugen af Savoy, på Piazza San Carlo i Torino. Marochetti fulgte kong Louis-Philippe af Frankrig i eksil i Storbritannien efter julirevolutionen i 1848.
Resten af sit liv boede han for det meste i London, hvor han blandt andet udførte en statue af dronning Victoria, en rytterstatue af Richard Løvehjerte til verdensudstillingen i 1851 (denne statue blev i 1860 støbt i bronze og placeret udenfor Overhuset), en statue af Robert Stephenson (1871) en buste af William Makepeace Thackeray (i Westminster Abbey), og marmorbuster af dronning Victoria og prins Albert til mausolæet i Windsor-parken.
Marochetti blev udnævnt til baron af Kongen af Sardinien og var desuden ridder af Æreslegionen.